# Phẫu thuật cắt amidan
Phẫu thuật cắt amidan là một thủ tục phẫu thuật trong đó cả hai amidan vòm miệng được cắt bỏ hoàn toàn khỏi phần sau của cổ họng. Thủ tục này chủ yếu được thực hiện nhằm chữa trị nhiễm trùng họng tái phát và ngưng thở khi ngủ do tắc nghẽn (obstructive sleep apnea - OSA). Đối với những người bị nhiễm trùng cổ họng thường xuyên, phẫu thuật dẫn đến ít đau họng hơn trong một đến hai năm sau, nhưng không rõ lợi ích lâu dài. Ở trẻ em bị OSA, kết quả là chất lượng cuộc sống có được cải thiện.
Mặc dù nói chung là an toàn, các biến chứng có thể xuất hiện sau phẫu thuật bao gồm chảy máu, nôn mửa, mất nước, khó ăn và khó nói chuyện. Đau họng thường kéo dài khoảng một đến hai tuần sau phẫu thuật. Chảy máu xảy ra trong khoảng 1% trong ngày đầu tiên và 2% các ngày sau đó. Cái chết xảy ra theo tỷ lệ 1 trong số từ 2.360 đến 56.000 trường hợp. Cắt amiđan dường như không ảnh hưởng đến chức năng miễn dịch lâu dài.
Sau phẫu thuật ibuprofen và paracetamol (acetaminophen) có thể được sử dụng để điều trị các cơn đau sau phẫu thuật. Phẫu thuật thường được thực hiện bằng dụng cụ kim loại hoặc đốt điện. Các VA (adenoid) cũng có thể được loại bỏ trong trường hợp nó được gọi là "cắt bỏ amidan và VA". Việc cắt bỏ một phần amidan có thể được ưu tiên trong các trường hợp OSA.
Phẫu thuật này đã được mô tả từ ít nhất là vào đầu năm 50 do Celsus thực hiện. Tại Hoa Kỳ, tính đến năm 2010, phẫu thuật cắt amidan được thực hiện ít thường xuyên hơn so với những năm 1970 mặc dù đây vẫn là thủ tục phẫu thuật ngoại trú phổ biến thứ hai ở trẻ em. Chi phí điển hình khi được thực hiện như một bệnh nhân nội trú tại Hoa Kỳ là 4.400 đô la Mỹ vào năm 2013. Có một số tranh cãi vào năm 2019 khi phẫu thuật nên được sử dụng. Có sự khác nhau về tỷ lệ cắt amidan giữa các quốc gia.